# Ummern
Ummern är en kommun och ort i Landkreis Gifhorn i förbundslandet Niedersachsen i Tyskland.
Kommunen ingår i kommunalförbundet Samtgemeinde Wesendorf tillsammans med ytterligare fem kommuner.